# Рохинджа

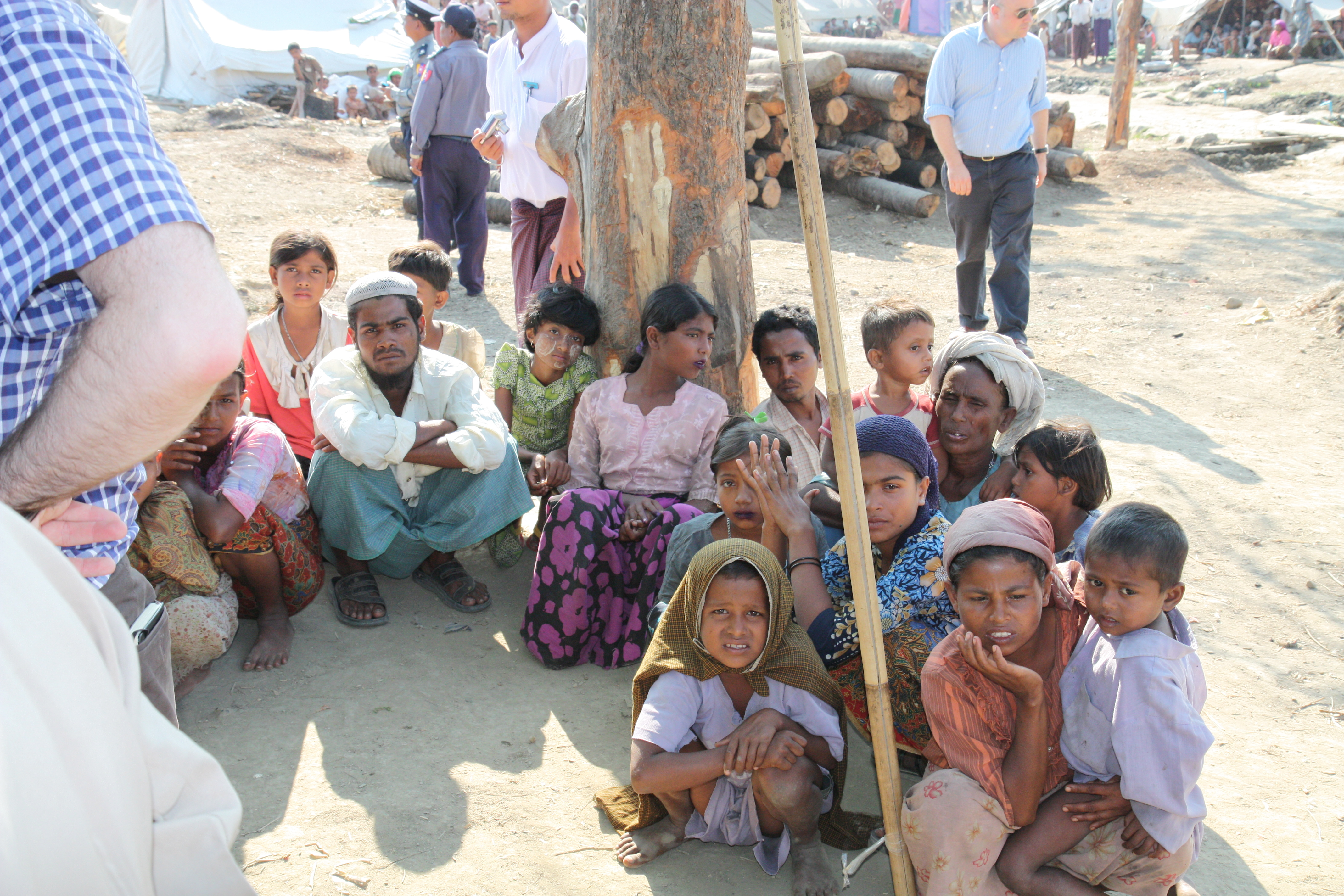

Рохинджа (рохинджа 𐴌𐴗𐴥𐴝𐴙𐴚𐴒𐴙𐴝 Ruáingga /ɾuájŋɡa/, бирм. ရိုဟင်ဂျာ rui hang ja /ɹòhɪ̀ɴd͡ʑà/, бенг. রোহিঙ্গা Rohingga /ɹohiŋɡa/) — этническая группа, компактно проживающая в штате Ракхайн (другое название — Аракан) в Мьянме, говорят на индоевропейском языке рохинджа, который относится к индоарийской ветви. Рохинджа считают себя коренным населением территории современного мьянманского штата Ракхайн, хотя большинство историков полагают, что рохинджа переселились в Мьянму во времена британского владычества и, в меньшей степени, после независимости Бирмы и войны за независимость Бангладеш в 1971 году. Правительство Мьянмы отказывает им в гражданстве, называя нелегальными иммигрантами из Бангладеш. Этнически и лингвистически родственны, в отличие от остальных народов Мьянмы, народам Индии и Бангладеш. По вероисповеданию рохинджа — мусульмане. Оценочная численность в Мьянме по состоянию на 2012 год — 800 тысяч человек. По данным ООН, они являются одним из самых преследуемых национальных меньшинств в мире. Многие рохинджа живут в лагерях беженцев в соседнем Бангладеш, а также районах, расположенных вдоль тайско-мьянманской границы.

## История
Мусульмане начали заселение Аракана в XVI веке, хотя количество мусульман в Бирме до британского завоевания не может быть точно установлено. В результате первой англо-бирманской войны 1826 года британцы аннексировали Аракан и способствовали переселению бенгальцев в Бирму в качестве рабочей силы. Число мусульман в Аракане достигло 5 % к 1869 году, хотя более ранние оценки дают большие значения. Британские переписи населения 1872 и 1911 годов установили рост мусульманского населения в Акьябском дистрикте с 58 255 до 178 647 человек.
В 1942 году произошла ракхайнская бойня между рохинджа и араканцами-буддистами, после чего регион стал более этнически поляризованным. Число буддистов, убитых мусульманами, бирманский исследователь Кяу Зан Та оценивает в 50 тысяч человек, десятки тысяч вынуждены были бежать. Рохинджа получили оружие от союзников для борьбы против японских войск, однако направили его против араканцев, убив тысячи жителей. Согласно британскому отчёту, после межрелигиозных столкновений «территория, затем оккупированная нами, представляла собой почти полностью мусульманскую страну», а Аракан оказался разделён на две части. По данным бангладешского исследователя Сайеда Азиз-аль Ахсана, в тот же период бирманцы в сотрудничестве с японскими властями убили много представителей рохинджа и выгнали 40 000 человек на территорию современного Бангладеш.
В первые годы после обретения Бирмой независимости среди мусульманского населения в штате Ракхайн вспыхнули сепаратистские настроения. Военный режим, пришедший к власти в Бирме, не признал мусульманское население этого штата гражданами страны, бирманские власти проводили военные операции в регионе. Осуществлялись кампании по переселению этого населения на территорию Бангладеш, однако там их тоже не принимали.

### Преследование рохинджа
Ситуация обострилась, когда во время межрелигиозных столкновений 2012 года погибли более 200 жителей Мьянмы, а 140 тысяч человек, в основном рохинджа, стали беженцами. Десятки тысяч жителей переправились на лодках в Малайзию, Индонезию, а также в Таиланд. Весной 2014 года, после нападений на склады и офисы гуманитарных миссий ООН в штате Ракхайн, сотрудники этих организаций покинули Мьянму. Власти Мьянмы утверждают, что мусульмане заявляют о своём бедственном положении, чтобы «оказать давление на правительство Мьянмы через зарубежную прессу» и пытаются запретить использование самого термина «рохинджа», считая представителей этого народа бенгальцами.
По данным ООН, с января по март 2015 года около 24 тысяч рохинджа попытались покинуть Мьянму на лодках контрабандистов, что в два раза больше, чем за тот же период 2014 года. Власти Таиланда усилили контроль за маршрутами нелегального провоза людей, после того как в нескольких заброшенных лагерях на юге страны были обнаружены останки десятков беженцев из Мьянмы (по версии таиландской полиции, контрабандисты держали в заложниках сотни мигрантов, требуя выкуп за их освобождение, избивали и убивали их, если за них не платили денег). В результате контрабандисты стали бояться доставлять нелегальных мигрантов на берег, предпочитая бросать их в прибрежных водах в «лодочных лагерях», где в ужасающих условиях на переполненных лодках, по оценкам Международной организации по миграции, может находиться до восьми тысяч человек. В мае 2015 года Малайзия не разрешила очередной группе беженцев-рохинджа из Мьянмы и нелегальных мигрантов из Бангладеш (всего около 500) на судне высадиться на своей территории. Власти Малайзии заявили, что дали беженцам продовольствие, воду и топливо, после чего развернули судно обратно. Генеральный секретарь ООН Пан Ги Мун заявил, что встревожен отказом некоторых стран Юго-Восточной Азии принимать беженцев-рохинджа.
В конце мая 2015 года Малайзия и Индонезия объявили, что временно предоставят убежище 7—8 тысяч мигрантов из Мьянмы и Бангладеш. Власти США обратились с просьбой к таиландским военным разрешить оставить на некоторое время на аэродроме таиландского острова Пхукет самолёты ВВС США, которые участвовали в противолодочных учениях, чтобы эти самолёты занялись поиском в море судов с беженцами. Однако Таиланд ответил отказом и потребовал в течение пяти дней вывести с острова американский персонал и самолёты.
9 октября 2016 года около 200 человек атаковали три мьянманских погранпоста. Девять пограничников были убиты. В ответ власти Мьянмы ввели войска в штат Ракхайн, на территории начались волнения среди рохинджа. В период с 9 октября по 2 декабря 21 тысяч рохинджа бежали в Бангладеш. Власти Бангладеш решили поселить беженцев на острове Тенгар Чар, который в сезон дождей почти полностью скрывается под водой, а затем депортировать обратно в Мьянму. По мнению властей, это позволит снизить социальную напряжённость, так как сведёт контакты между бангладешцами и рохинджа к минимуму. Впервые идея переселения рохинджа на Тенгар-Чар была предложена в 2015 году, однако вызвала взрыв возмущения в правозащитном сообществе и в итоге так и не была реализована. Верховный комиссар ООН по правам человека Зейд Раад аль-Хусейн призвал главу правительства Мьянмы Аун Сан Су Чжи принять меры, чтобы остановить военную операцию в штате Ракхайн. В опубликованном в феврале 2017 года докладе ООН, который был подготовлен на основе опросов беженцев на границе с Бангладеш, сообщается о зверствах, производимых в отношении рохинджа в Ракхайне. Местные жители, а также армия и полиция избивали, убивали и насиловали рохинджа, среди жертв были грудные дети. Верховный комиссар ООН по правам человека заявил, что все эти деяния могут быть квалифицированы как преступления против человечества.
В сентябре 2017 года власти Бангладеш объявили о введении жёстких ограничений на передвижение беженцев рохинджа. Все они должны размещаться в специальных лагерях около границы с Мьянмой. Переезд в другие места беженцам запрещён даже в случае разделения семей, заявило руководство полиции Бангладеш.
В ноябре 2017 г. Мьянма и Бангладеш подписали меморандум о взаимопонимании о возвращении беженцев. Власти Мьянмы готовы принимать обратно рохинджа, как только Бангладеш предоставит документы, содержащие личные данные беженцев. В апреле 2018 г. возвращение рохинджа началось. Они должны сначала пройти через особые фильтрационные лагеря, построенные на территории штата Ракхайн, чтобы не допустить проникновения в Мьянму боевиков группировки «Армия спасения рохинджа Аракана».